# Котовщиков Василь Якович
Василь Якович Котовщиков — радянський діяч у галузі будівництва та будівельних матеріалів.

## Життєпис
Член ВКП(б) з 1929 року.
У 1943—1944 роках — на відповідальній роботі в Молотовській (Пермській) області РРФСР.
У березні (затв.) 1946 — листопаді 1948 року — заступник секретаря Ворошиловградського обласного комітету КП(б)У по будівництву і будівельних матеріалах.
У листопаді 1948 — серпні 1956 року — завідувач відділу будівництва і будівельних матеріалів Ворошиловградського обласного комітету КПУ.
У серпні 1956 — травні 1957 року — заступник міністра будівництва підприємств металургійної і хімічної промисловості Української РСР із кадрів та член колегії Міністерства  будівництва підприємств металургійної і хімічної промисловості Української РСР.
У 1957 — січні 1963 року — завідувач відділу будівництва і будівельних матеріалів Дніпропетровського обласного комітету КПУ.
У січні 1963 — грудні 1964 року — завідувач відділу будівництва Дніпропетровського промислового обласного комітету КПУ.
З грудня 1964 до травня 1966 року — завідувач відділу будівництва Дніпропетровського обласного комітету КПУ.
У травні 1966 — після 1979 року — заступник міністра монтажних і спеціальних будівельних робіт Української РСР із кадрів.
Подальша доля невідома.

## Нагороди
- два ордени «Знак Пошани» (23.01.1948, 26.02.1958)
- ордени
- медалі
- заслужений будівельник Української РСР (1962)